# The Cologne Post

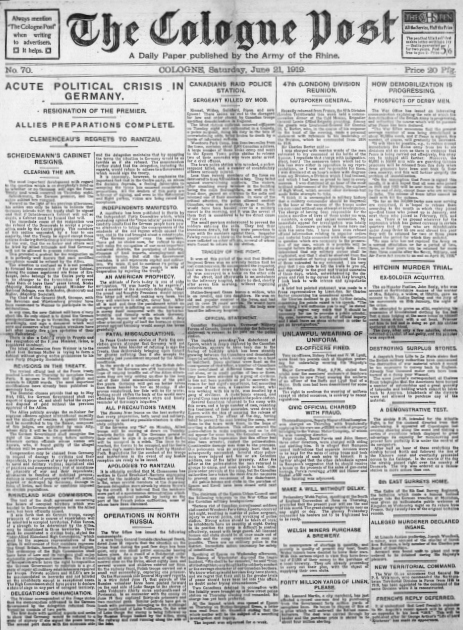
Die Cologne Post vom 21. Juni 1919

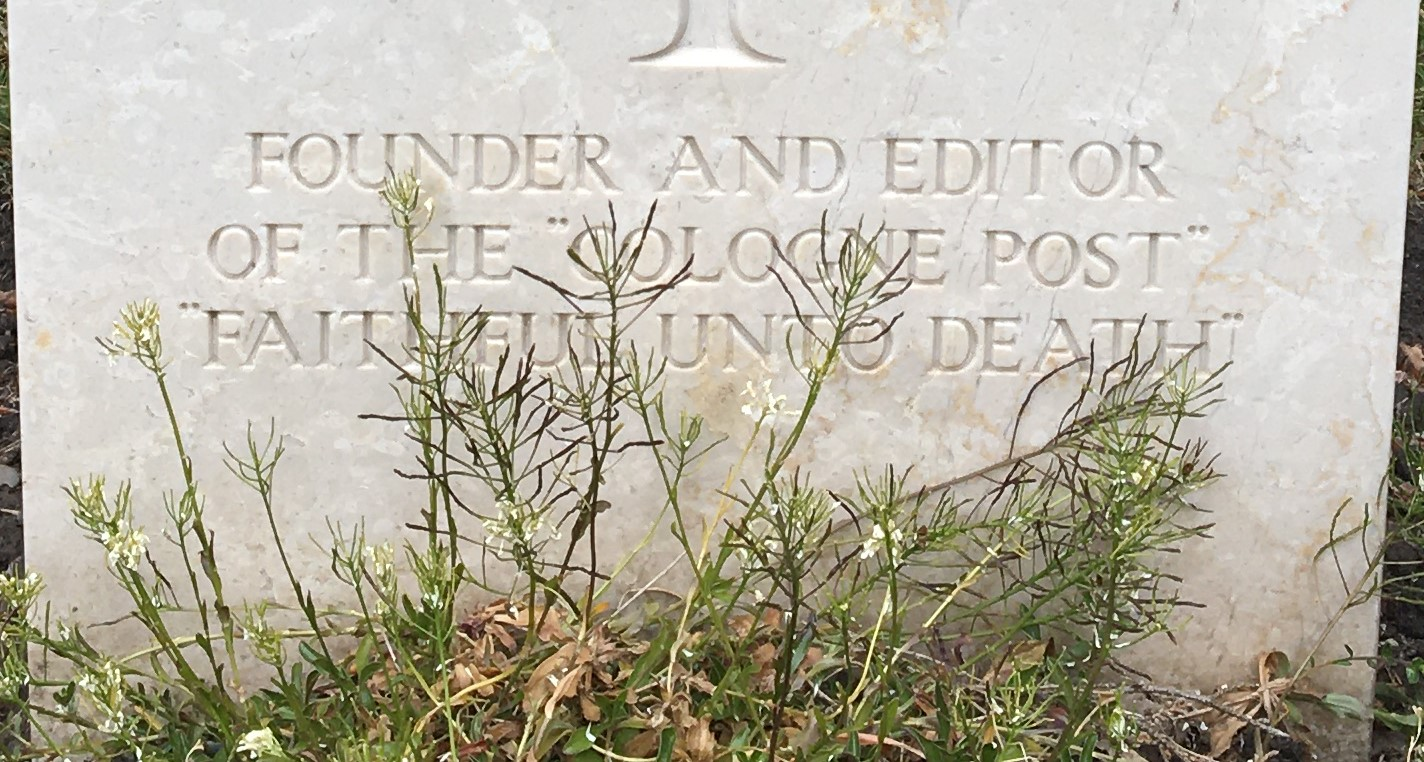
Inschrift Gab von William Edward Rolston dem Gründer der "The Cologne Post"

The Cologne Post war eine englischsprachige Zeitung, die vom 31. März 1919 bis zum 17. Januar 1926 als Tageszeitung für die Soldaten der britischen Rheinarmee erschien. Gründer und Leiter war William Edward Rolston. Ihre Redaktion befand sich in der Kölner Marzellenstraße 35.
Die Zeitung wurde im Frühjahr 1919 gegründet, um die britischen Besatzungstruppen und deren Angehörige in Köln und dem Umland mit Informationen aus England, der Welt und lokalen Nachrichten zu versorgen, da diese anfangs von Neuigkeiten aus ihrer Heimat abgeschnitten waren und es Tage dauerte, bis Londoner Zeitungen in Köln ankamen. Sie gilt als älteste englischsprachige Zeitung in Deutschland. Eine große Sensation konnte die Zeitung im Juni 1919 landen, als sie vor der offiziellen Verkündung die Inhalte des Friedensvertrags von Versailles veröffentlichte.
Anfangs hatte die Zeitung nur wenige Mitarbeiter. Diese verarbeiteten sowohl Nachrichten der Agentur Reuters aus England, schilderten aber auch in eigenen Berichten das Leben der britischen Soldaten im Rheinland. Die Zeitung wurde finanziell vom britischen Kriegsministerium unterstützt. Sie galt als eine von der Rheinarmee herausgegebene Tageszeitung. Später wurde sie eine unabhängige Zeitung, die nicht mehr aus Mitteln der Armee finanziert wurde, da sie eigene Einnahmen durch Anzeigen und Verkauf erwirtschaftete. Gedruckt wurde die Zeitung in der Druckerei der Kölnischen Volkszeitung.
Mit der Verlegung starker britischen Truppenteile nach Oberschlesien unter der Führung des vormaligen Kommandanten der britischen Besatzung in Köln, William Heneker, in Folge des dritten Aufstands in Oberschlesien erschienen im Sommer 1921 vom 17. Juni bis zum 6. August 1921 Sonderausgaben der Cologne Post für die britischen Soldaten in Oppeln.
Nach dem Abzug der Rheinarmee aus Köln im Jahr 1926 wurde die Zeitung in Cologne Post and Wiesbaden Times umbenannt. Sie wurde weiter in Köln hergestellt. Zum Schluss erschien sie nur noch zweimal pro Woche.